# Яромар II
Яромар II (*бл. 1218 — 20 серпня 1260) — князь Рюгену у 1250—1260 роках.

## Життєпис

### Молоді роки
Походив з династії Віславичів. Молодший син Віслава I, князя Рюгену, та Маргарет (данської або шведської аристократки). Народився близько 1218 року, проте достеменно невідомо. У 1245 (за іншими відомостями — 1246) року стає співволодарем свого батька. після смерті останнього у 1250 році успадкував трон Рюгену.

### Початок князювання
З самого початку намагався підтримувати мирні стосунки з сусідніми державами. Водночас продовжив політику батька щодо збереження незалежності Рюгену. Основну увагу приділяв економічному розвитку, для чого надав пільги найвпливовішому місту Ганзи — Любеку. При цьому підтримував місто Штральзунд. Але невдовзі флот Любеку атакував Штральзунд, завдавши тому значної шкоди. У відповідь почалася війна Рюгену з Любеком. останній підтримали низка міст Ганзи. Війна тривала до 1253 року, за результатами якої зазнав невдачі. Князь вимушений був відновити пільги Любеку, а у 1255 році надав подібні пільги місту Барт, 1258 року — Дамартену.
Водночас у внутрішній політиці з метою посилення християнізації населення й водночас зміцнення впливу католицької церкви надавав підтримку орденам францисканців, домініканців та цистерціанців, які заснували монастирі в Бергені-на-Рюгені, Штральзунді, Ґільді, Нойєнкампі.

### Жанські справи
У 1258 році втрутився у данські справи, підтримавши Педера Банга, архієпископа Роскілле, та Якоба Ерландсена, архієпископа Лунда, проти данського короля Хрістофера I. Війська Яромара II та його союзників — данських магнатів, князів Мекленбургу та Померанії — сплюндрували Копенгаген, захопили о. Зеландія. Після смерті короля Данії у 1259 році війна тривала з регентшею Маргарет Самбірською.
Військо Яромара II завдало військам регентши поразки у битві при Нестведі, після чого пограбував Зеландію, Лолланд та Сконе. У 1260 році захопив о. Борнґольм, зруйнувавши королівську фортецю Ліллеборг. Тут 20 серпня Яромара II вбила якась жінка.

## Родина
Дружина — Евфемія, донька Святополка II, герцога Померанії.
Діти:
- Віслав (1240—1302), князь Рюгену в 1260—1302 роках
- Маргарет (бл. 1247—1272), дружина Еріка I, герцога Шлезвігу
- Яромар (бл. 1248 — після 1285), князь Рюгену у 1260—1285 роках